# Love Is Everywhere
Love Is Everywhere is een single van de Nederlandse zanger Alain Clark uit 2010. Het stond in hetzelfde jaar als derde track op het album Colorblind, waar het de eerste single van was.

## Achtergrond
Love Is Everywhere is geschreven door Alain Clark en Remko Kühne en geproduceerd door Clark. Het is een soulnummer dat gaat over de betekenis van liefde en waar je liefde kan vinden. In het nummer wordt een deel gezongen door een vrouwenkoor, die bestaat uit Sanne Hans, Sabrina Starke, Giovanca, Jacqueline Govaert en Caro Emerald. De single werd in de eerste week van uitbrengen uitgeroepen tot Megahit bij Radio 3FM.

## Hitnoteringen
Enkel in Nederland stond het nummer genoteerd in hitlijsten. Het stond tien weken in de Top 40 met de vijftiende plek als piekpositie. In de Single Top 100 deed het lied het nog iets beter, waar het kwam tot de tweede plaats. Het stond in totaal twaalf weken in deze lijst.

### NPO Radio 2 Top 2000
Love Is Everywhere stond alleen in 2010 in de NPO Radio 2 Top 2000, op plek 959.